# Travelex
A Travelex é uma empresa de origem britânica especializada em câmbio turismo. No Brasil, atua por meio do Grupo Travelex Confidence, formado pela Confidence Câmbio e pelo Travelex Bank. 

## História
Fundada em 1976 em Londres, Inglaterra, a Travelex atende hoje mais de 20 mil filiais de bancos e toda sua rede de lojas instaladas nos principais aeroportos do mundo, com atendimento 24h. Atualmente, pertence à Apax Partners com 57% das ações, Lloyd Dorfman (fundador da empresa) com 28% e Standard Chartered Bank com 7%, sendo que o restante é mantido pela administração da empresa. Em 2001, comprou a Thomas Cook’s Global & Financial Services (centenária emissora de Traveller Cheques) que já atuava no Brasil há mais de 35 anos.

## Subsidiárias
O Grupo opera através de suas subsidiárias em 4 regiões:
- Reino Unido
- Europa, Oriente Médio, Índia e África (EMEA)
- América do Norte, América Central e América do Sul (Américas)
- Austrália e Ásia (Australásia)

## Principais atividades
As principais atividades do Grupo estão organizadas em três divisões:
Pagamentos internacionais
A Travelex atende tanto pessoa física quanto pessoa jurídica, oferecendo contratos spot, contratos futuros e options. A divisão do Grupo, Global Business Payments, foi criada pela fusão da empresa Ruesch International com a antiga divisão do Grupo Travelex, Commercial Foreign Exchange (CFX), ocorrida em 2007.
Varejo
Com mais de 700 lojas localizadas, principalmente, em aeroportos e pontos turísticos, a Travelex compra e vende papel moeda de diversos países e oferece produtos e serviços relacionados com viagens a turismo ou a negócios.
Terceirização
Essa divisão do Grupo terceiriza produtos e serviços de câmbio turismo, dentre os quais encontram-se: importação de papel moeda para bancos e corretoras de câmbio, distribuição de contratos de seguro e emissão de cartões em moeda estrangeira – Cash Passport (Visa TravelMoney).

## Cash Passport (Visa TravelMoney)
O cartão Cash Passport (Visa TravelMoney) é um produto Visa, emitido no Brasil pelo Banco Schahin S.A., administrado pela Travelex e comercializado por seus agentes de vendas credenciados. Trata-se de um cartão pré-pago, recarregável em dólares americanos, euros ou libras esterlinas que pode ser utilizado para compras em estabelecimentos Visa ou saques em caixas eletrônicos Visa ou Plus na moeda do país em que o portador estiver.

## Prêmios
O cartão Cash Passport foi reconhecido como o Melhor Cartão do Mundo em Consumer Card Programme durante o Prepaid Card Expo 2008, realizado em Las Vegas, EUA.
A divisão de terceirização da Travelex também foi premiada como Melhor Fornecedora Especializada em Viagens de Negócios durante o Buying Business Travel Diamonds Awards 2008, realizado em Londres, Inglaterra.